# Santuario della Madonna Greca
Il Santuario di Santa Maria Greca (detto anche Chiesa della Madonna Greca) è un luogo di culto cattolico della città di Corato, nella Città metropolitana di Bari. La chiesa, sede della parrocchia omonima, è molto importante per il paese poiché strettamente legata ad alcuni avvenimenti di notevole rilevanza per la sua storia; vi si custodisce inoltre una presunta immagine acheropita ed è il luogo di sepoltura della Serva di Dio Luisa Piccarreta.

## Storia
L'evento leggendario alla base della storia della chiesa avvenne una decina d'anni prima della sua costruzione, precisamente nel 1656, anno in cui nel Regno di Napoli si verificò un'epidemia di peste, che a luglio giunse a Corato.
A quel tempo la città possedeva ancora una cinta muraria medievale dotata di venticinque torri, molte delle quali già in disuso da tempo; la gente cercava scampo dal morbo rifugiandosi nelle segrete di queste torri. In particolare i cittadini si radunavano di fronte a una delle torri più antiche, denominata "la Greca" perché forse risalente all'epoca bizantina: secondo un'antica tradizione, nei suoi sotterranei era conservata un'icona della Vergine Maria, e il popolo credeva che riportandola alla luce la Madonna avrebbe salvato la città. I sotterranei erano però inaccessibili, e l'unico punto d'accesso era una stretta buca.
Il sacerdote Francesco Lojodice, temendo che l'assembramento potesse favorire il contagio, fece allargare la buca e vi entrò; tuttavia non vi rinvenne che una nicchia con tracce di pittura sbiadite. Nella notte del 17 luglio, però, il sacerdote vide in sogno la Vergine Maria, che gli promise la salvezza di Corato se lui avesse dedicato al suo culto il sotterraneo. Il giorno dopo Lojodice chiese e ottenne dall'arcivescovo di Trani Tommaso Sarria il permesso di trasformare il sotterraneo in un oratorio; nel frattempo si rivolse a un pittore perché dipingesse l'immagine di Maria così come gli era apparsa in sogno. Questi tuttavia non riusciva a riprodurre in alcun modo l'immagine sulla base della descrizione di Lojodice: secondo la leggenda, verso mezzogiorno si udì il suono di un campanello, e una donna cieca lì presente prese a indicare la tavola di legno preparata dal pittore, sulla quale era miracolosamente apparsa un'immagine nella quale Lojodice riconobbe la Madonna esattamente come le era apparsa in sogno. Da quel giorno Corato fu libera dalla peste, a differenza di altre città limitrofe che subirono ingenti perdite.
L'icona venne collocata nella nicchia della Torre Greca, e subito il sotterraneo divenne mèta di pellegrinaggi, tanto che nel 1664 lo stesso Lojodice promosse la costruzione di una chiesa superiore adatta a ospitare un gran numero di fedeli. La torre Greca fu abbattuta per consentirne la costruzione, mentre l'oratorio sotterraneo fu ampliato e divenne la cripta del nuovo edificio. La chiesa assunse il titolo di "Santa Maria Greca" non solo a causa del nome della vecchia torre, ma anche perché nell'icona la Madonna appare con lineamenti e abiti di foggia greca.
Nel corso degli anni il complesso ha subito numerosi interventi di ristrutturazione; in particolare, quello avvenuto nel 1891 fece assumere all'edificio la forma odierna, con il ribaltamento di 180° dell'orientamento originale e la demolizione della cupola che si innalzava sul transetto. Al giorno d'oggi solo la cripta mantiene gli elementi originali del XVII secolo; della chiesa superiore originaria non rimangono che alcuni decori, i dipinti e il portale originario, oggi murato ma ancora visibile sul prospetto posteriore dell'edificio, in corrispondenza dell'abside.

## Descrizione
La chiesa si trova lungo Corso Garibaldi, anello stradale che si sviluppa attorno al centro storico di Corato ricalcando il perimetro dell'antica cinta muraria. Le forme attuali sono quelle assunte tra XIX e XX secolo, che le hanno conferito un aspetto prevalentemente neoclassico con forti elementi eclettici. Originariamente la chiesa presentava un aspetto barocco, oggi riscontrabile nella cripta e in parte nell'absidiola della navata destra, e si estendeva solo per circa metà dell'attuale edificio.

### Esterno
La facciata dà attualmente su Corso Garibaldi, ribaltata di 180° rispetto a quella originaria che si apriva su vicolo Santa Maria Greca. Essa presenta semplici forme neoclassiche: è scandita da paraste che terminano in capitelli ionici e sostengono un timpano non finito. Vi si apre un unico portale, definito da paraste e sovrastato da un timpano; al di sopra di esso si trova un oculo, mentre sui lati si aprono due oculi ciechi. Il portale si trova in posizione rialzata rispetto al piano stradale: ai lati della scalinata d'accesso si aprono due prese d'aria per la cripta.

### Interno
La chiesa ha una pianta ad aula unica a croce greca; le campate sono scandite da imponenti pilastri e da archi a ogiva. All'incrocio dei bracci è visibile il tamburo che un tempo sosteneva la cupola, oggi venuta meno. Sulla controfacciata è installata una cantoria lignea dipinta con le effigi dei patroni della città e una lunetta raffigurante la Natività, entrambe realizzate nel XVIII secolo; nelle navate sono collocate due statue in cartapesta (Sant'Anna e una Pietà) ascrivibili al medesimo periodo. Sulle scale che conducono alla cripta è conservata una statua-manichino del XVIII secolo, avente le fattezze della Madonna Greca. Dal 1993 la navata destra ospita il sepolcro della serva di Dio Luisa Piccarreta, in marmo bianco.

### Cripta
La cripta è costituita da un unico ambiente con volta a crociera, decorata con rilievi barocchi a stucco. Vi si conservano due tabernacoli settecenteschi, un gruppo scultoreo raffigurante la Madonna di Pompei risalente alla seconda metà del 1800 e una statua di San Pio realizzata nel 2000.
Sull'altare maggiore, fabbricato in marmo nel 1921 con le medesime forme neoclassiche della facciata, è collocata l'icona della Madonna Greca, davanti alla quale arde una lampada votiva perpetua. L'ambiente alle spalle dell'altare, oggi spoglio, è in effetti quello originario dove essa fu ritrovata dal Lojodice, ed è tuttora visibile la finestrella con la primitiva collocazione dell'immagine. La parete ovest della cripta non è intonacata, e sono visibili le vestigia dell'antica Torre Greca.

## L'Icona di Santa Maria Greca
L'icona conservata nella cripta è dipinta a olio su legno di pioppo; il dipinto presenta forti elementi manieristi e vi è raffigurata la Vergine Maria assisa su un trono di nuvole e attorniata da angeli, recante sul braccio sinistro Gesù Bambino e nella mano destra un pastorale bizantino. La Madonna è ritratta con pelle e capelli scuri e abiti di foggia greca, da cui il suo appellativo. In basso a sinistra è dipinto un campanello, in ricordo di quello che secondo la leggenda avrebbe annunciato l'apparizione. La tradizione vuole che, nonostante i cinque secoli d'età e la costante umidità dell'ambiente, l'icona non abbia mai richiesto interventi di restauro.
Nel 1965, in occasione del terzo centenario del ritrovamento dell'icona, il popolo di Corato donò una riza dorata in forma di corona che fu solennemente apposta sul capo della Madonna Greca; nella medesima occasione ella fu nominata principale protettrice di Corato.